# Monanthes polyphylla
Monanthes polyphylla är en fetbladsväxtart. Monanthes polyphylla ingår i släktet Monanthes och familjen fetbladsväxter.

## Underarter
Arten delas in i följande underarter:
- M. p. amydros
- M. p. polyphylla

## Bildgalleri

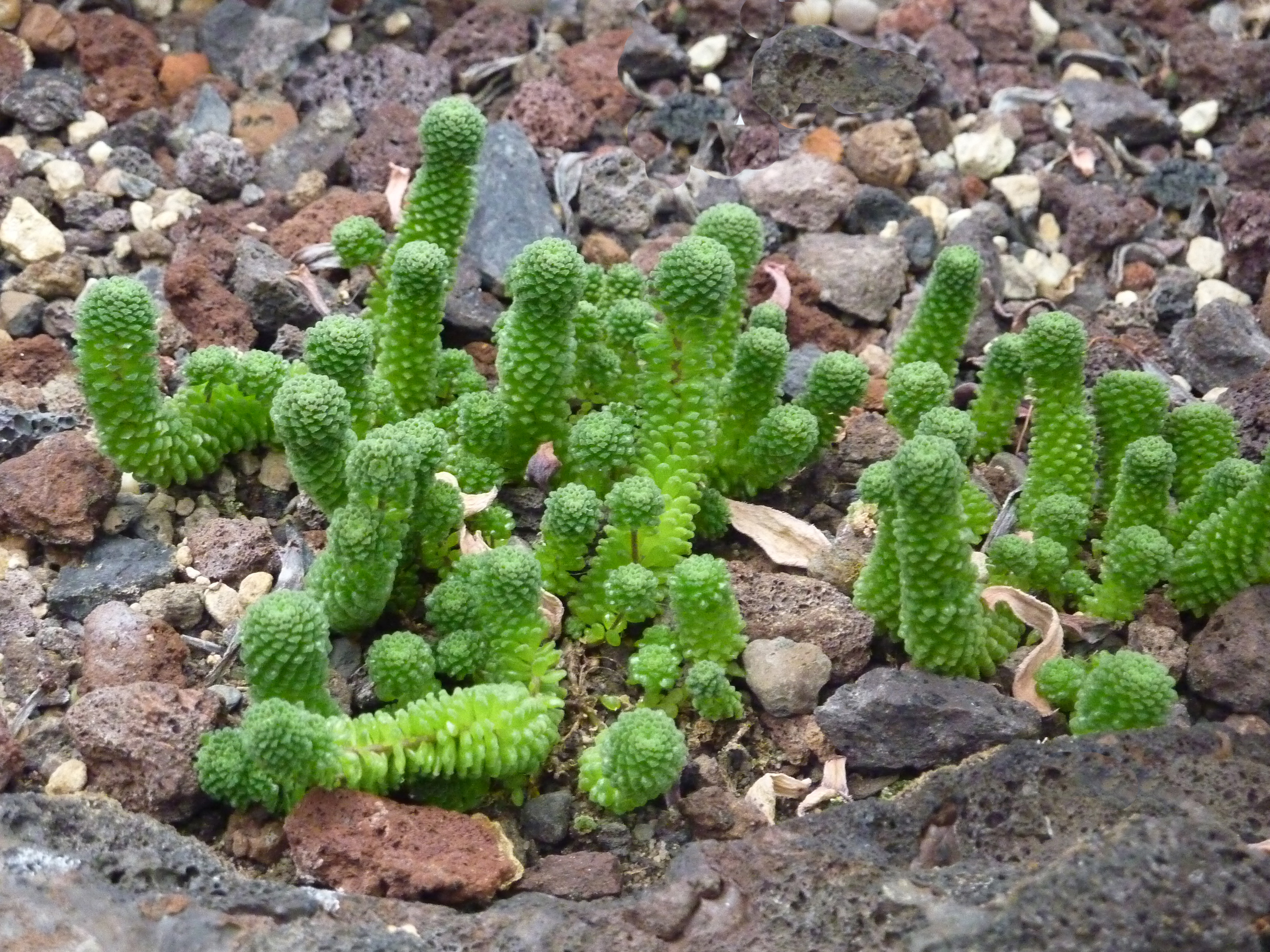
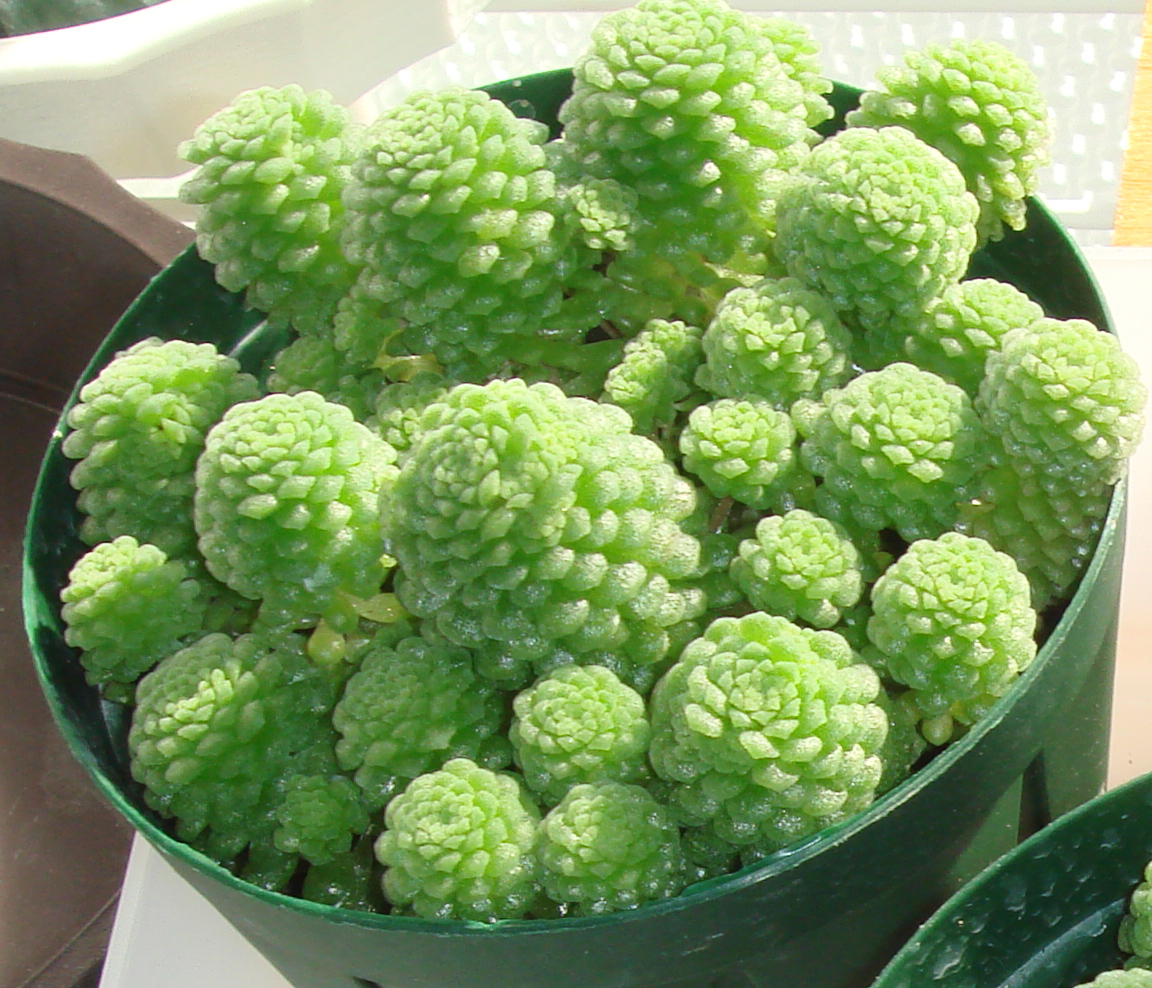